# Tiranai mozaik
Koordináták: é. sz. 40° 19′ 48″, ny. h. 19° 48′ 15″40.330000°N 19.804167°W

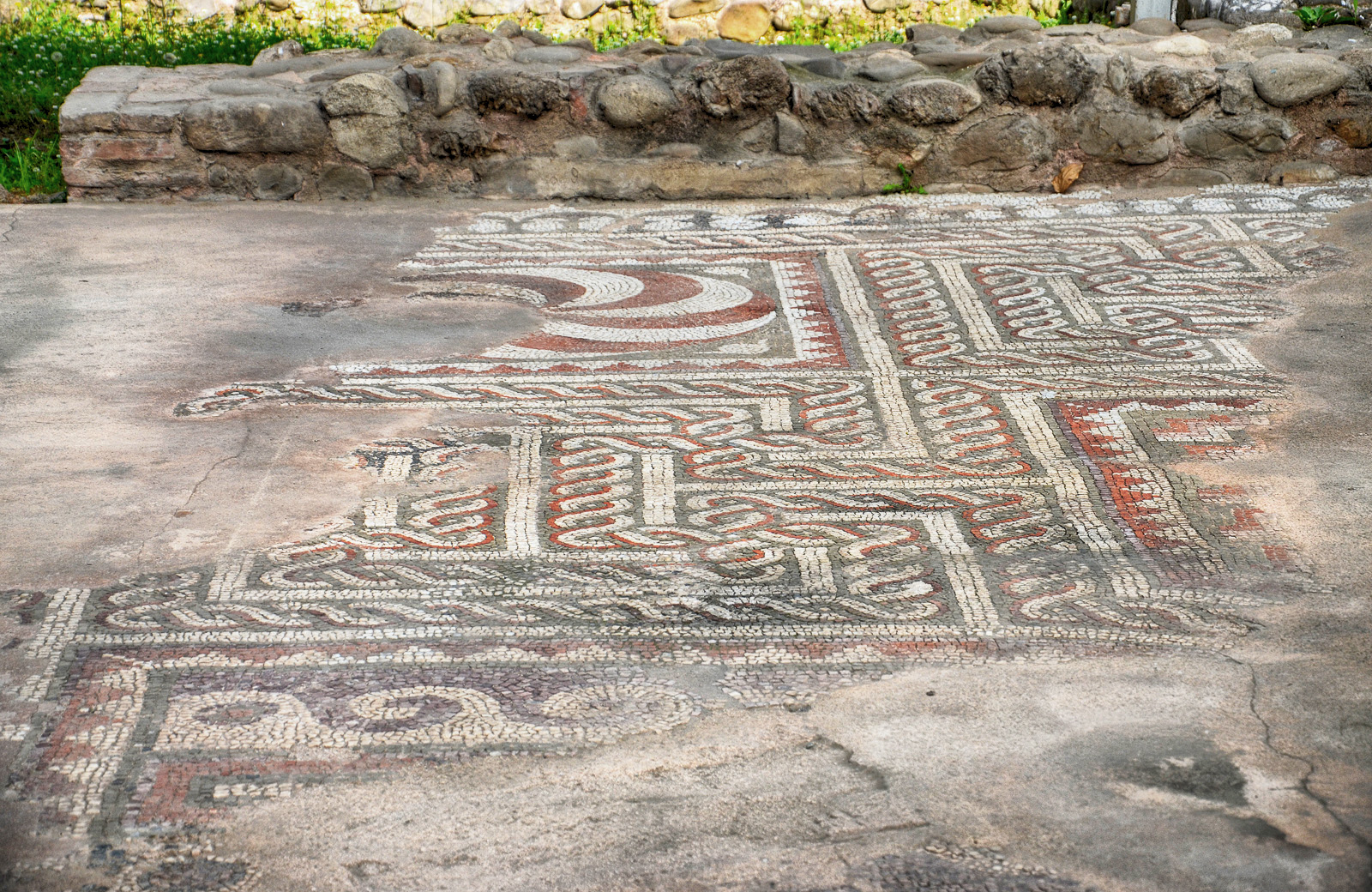
A tiranai mozaik részlete

A tiranai mozaik (albán Mozaiku i Tiranës) az albán főváros, Tirana ókori régészeti helyszíne, egy az i. sz. 1. és 3. század között épült római kori villa (villa rustica) mozaikpadlós maradványa. Egyes – egyelőre régészeti szempontból nem bizonyított – feltételezések szerint a 4–5. századtól ókeresztény bazilikaként használták az épületet, ezért gyakran tiranai bazilika (Bazilika e Tiranës) néven is utalnak a helyszínre. Bár nem országos jelentőségű régészeti leletegyüttes, az 1614-ben alapított és a 20. századig csupán regionális szerepkörrel rendelkezett albán főváros legrégibb történelmi emléke a belváros nyugati peremén, a Mihal Ciko utcában.
1972-ben fedezték fel egy blokkház alapozási munkálatai során. Ezt követően tárták fel az épület alapjait és konzerválták töredékesen fennmaradt mozaikpadlózatát, amelyet állagvédelmi okokból homokréteggel fedtek le. 2003-ban tetőzetet emeltek az épületrom fölé, így azóta a mozaikot a nagyközönség is látogathatja. A főépületet övező kertben több máshonnan – Dyrrachiumból vagy Apolloniából – idekerült régészeti leletet állítottak ki, például oszloptöredékeket, sztélémaradványokat.

## Régészeti leírása
A feltárt épület fő tengelye kelet–nyugati tájolású. A központi, négyszögletes alaprajzú, 8×11,5 méteres helyiséget (aula vagy naósz) kelet felől egy emelt padlószintű, félköríves apszis, nyugatról pedig egy tágasabb, 12,9×5 méteres előcsarnok vagy narthex zárja le. Az eredetileg 164 négyzetméteres felületű, stílusa alapján egy időben készült mozaikpadlónak csak az ötöde, 33 négyzetmétere maradt fenn. Mintázata döntően geometrikus, az egymásba fűzött karikák és spirálok, inda-, hullám- és virágmotívumok dominálnak. Ezek mellett az aula nyugati szélén egy ivóedény (kantharosz), míg az előcsarnokban egy hal ábrázolása látható.
A helyszín régészeti leírásai abban megegyeznek, hogy az i. sz. 1. és 3. század közötti épület eredeti rendeltetését tekintve római villa – minden bizonnyal egy nagyobb épületkomplexum vagy település része – volt. A központi aulát fogadóteremként használták, amelybe az előcsarnokon keresztül lehetett belépni, az apszis pedig vélhetően ebédlőhelyiségként (triclinium) szolgált. Feltételezik, hogy az ugyanebből a korból a mai Albánia területéről ismert régészeti analógiák alapján az épületet egy oszlopsorral (perisztülosz) keretezett átrium szegélyezhette délről.
Az épület alaprajza és a helyiségek elrendezése (narthex–naósz–apszis) alapján adja magát a feltételezés, hogy a későbbi évszázadokban ókeresztény bazilikaként használták az épületet. Hogy ez valóban így volt-e, afelől megoszlanak a források. A szakkönyvek leszögezik, hogy erre régészeti bizonyítékok nem ismertek, csak annyit lehet megállapítani, hogy a mozaikpadló későbbi fejlemény, vélhetően az i. sz. 4–5. századra datálható. A Tirana építészettörténetét bemutató album viszont tényként kezeli, hogy az i. sz. 4–5. században bazilikává alakították át a korábbi villát, és a mozaik halábrázolását is kora keresztény szimbólumként kezeli. A bazilikaelmélet ellen szól, hogy a régészet nem tud a környéken jelentős korabeli településről, miután a mai Tirana távol esett a Via Egnatia forgalmas vonalától, s egy mezőgazdasági terület közepén feküdt. Valószínűbb, hogy a korábbi római villa az ókor végére egy bortermelő nagygazda háza lett. A környék 2003-as csatornázásakor az épület északi oldalán több kisebb, ismeretlen rendeltetésű helyiség alapjait, valamint földbe süllyesztett építményeket tártak fel, amelyek belsejébe rövid lépcsősorok vezettek le. Utóbbiak amennyiben ciszternák voltak, egy fürdőház közelségére utalhatnak, de valószínűbb, hogy a szőlő erjesztésére használt pincékről van szó, annál is inkább, mert ugyanonnan előkerült néhány töredékes és egy teljesen ép folyadéktároló edény, pithosz is (ez a helyszínen megtekinthető).
A főépület belsejében feltárt, a mozaikpadlóba vágott cölöplyukak mindenesetre arra utalnak, hogy – ahogy másutt a régióban – késő ókori, kora középkori fejleményként faszerkezetes lakóházat emeltek a korábban elpusztult vagy lerombolt ókori épület fölé. Ez utóbbi ház összeomlott tetőzetének rétegében az ásatások során égésmaradványokat tártak fel, ami arra utalhat, hogy az épület a korai szláv betörések áldozatául esett.